# Elvebakken (Troms)
Pour les articles homonymes, voir Elvebakken.
Elvebakken est une localité du comté de Troms, en Norvège.

## Géographie
Administrativement, Elvebakken fait partie de la kommune de Skånland.